# Campomanesia ilhoensis
Campomanesia ilhoensis é uma espécie de Campomanesia endêmica do Brasil, abundante na região nordeste.

## Sinônimos
Lista de sinônimos segundo o Reflora:
- Heterotípico Abbevillea gardneriana O.Berg
- Heterotípico Campomanesia schultziana Mattos
- Heterotípico Campomanesia viatoris Landrum

## Morfologia e Distribuição
Árvore nativa dos estados do Alagoas, Bahia, Ceará, Paraíba, Pernambuco, Rio Grande do Norte e Sergipe. De casca fissurada com sulco delicado. Suas folhas tamanho de folhas entre 2.5 e 7.5 compr. (cm) mais da metade da folhas, de domácia ausente, sua base aguda de margem inteira/ondulada/crenada; os pecíolos desenvolvidos. Sua inflorescência de posição axilar, tipo uniflora/dicásio trifloro. As flores com sépalas auriculadas/truncadas, de botão-floral aberto com 5 lobos, pétalas variáveis 4 a(s) 6; bractéolas lineares persistentes até flores ou frutos. Seu fruto de cor verde, imaturo, e amarelo, quando maduro. de 1 até 4 sementes por fruto.